# 1977 în științifico-fantastic
- 1976 în științifico-fantastic — 1977 în științifico-fantastic — 1978 în științifico-fantastic

1977 în științifico-fantastic a implicat o serie de evenimente:
- Apare revista americană Asimov's Science Fiction

## Nașteri și decese

### Nașteri
- Tobias Bachmann
- Brian Clement
- C. J. Carter-Stephenson
- Ian Doescher
- Chris Genoa
- Maria Dahvana Headley
- Cat Hellisen
- David Barr Kirtley, autor al Geek’s Guide to the Galaxy
- Zoran Krušvar, scriitor croat
- Carlton Mellick III
- Titus Müller
- Meredith L. Patterson
- Bernd Perplies
- David Simpson, Autor al Seriei Post-Human
- Tow Ubukata
- Dan Wells
- Chris Wooding

### Decese
- Kurt Herwarth Ball (n. 1903)
- Paul W. Fairman (n. 1909)
- Edmond Hamilton (n. 1904)
- Henry Hasse (n. 1913)
- David McDaniel (n. 1939)
- Festus Pragnell (n. 1905)
- Tom Reamy (n. 1935)
- Walt Richmond (n. 1922)
- Ovidiu Șurianu (n. 1918)
- Stefan Tita (n. 1905)
- Robert Moore Williams (n. 1907)

## Cărți

### Romane
- A Dream of Wessex de Christopher Priest
- Dragonsinger de Anne McCaffrey
- Dying of the Light de George R. R. Martin
- Experimentul Dosadi de Frank Herbert
- The Forbidden Tower de Marion Zimmer Bradley
- Furtună de timp de Gordon R. Dickson
- The Hostage of Zir de L. Sprague de Camp
- The Jupiter Theft de Donald Moffitt
- The Lavalite World de Philip José Farmer
- Lucifer's Hammer de Larry Niven și Jerry Pournelle
- Planul misterios de Philip José Farmer
- Poarta de Frederik Pohl
- Substanța M de Philip K. Dick
- Șarpele blând al infinitului de Romulus Bărbulescu și George Anania
- Les trois portes de Philippe Ebly
- Orphan Star de Alan Dean Foster
- Supermind de A. E. van Vogt

### Povestiri
- „Fragmente din holograma unui trandafir” de William Gibson
- „Jocul lui Ender” de Orson Scott Card

## Filme
| Titlu                                                                            | Regizor          | Distribuție                                                                                 | Țara                                                                               | Sub-Gen /Note              |
| -------------------------------------------------------------------------------- | ---------------- | ------------------------------------------------------------------------------------------- | ---------------------------------------------------------------------------------- | -------------------------- |
| Close Encounters of the Third Kind (Întâlnire de gradul trei)                    | Steven Spielberg | Richard Dreyfuss, François Truffaut, Teri Garr, Melinda Dillon                              | Statele Unite ale Americii                                                         | [ 2 ]                      |
| Damnation Alley                                                                  | Jack Smight      | Jan-Michael Vincent, George Peppard, Dominique Sanda, Paul Winfield                         | Statele Unite ale Americii                                                         |                            |
| Demon Seed (Sămânța demonului)                                                   | Donald Cammell   | Julie Christie, Fritz Weaver, Gerrit Graham                                                 | Statele Unite ale Americii                                                         |                            |
| Empire of the Ants (Imperiul furnicilor)                                         | Bert I. Gordon   | Joan Collins, Robert Lansing, John Carson                                                   | Statele Unite ale Americii                                                         |                            |
| Hardware Wars                                                                    | Ernie Fosselius  | Frank Robertson, Scott Mathews, Jeff Hale, Cindy Furgatch                                   | Statele Unite ale Americii                                                         | Scurtmetraj.               |
| The Incredible Melting Man                                                       | William Sachs    | Alex Rebar, Burr de Benning, Myron Healey                                                   | Statele Unite ale Americii                                                         |                            |
| Insula doctorului Moreau                                                         | Don Taylor       | Burt Lancaster, Michael York, Nigel Davenport, Barbara Carrera, Richard Basehart            | Statele Unite ale Americii                                                         |                            |
| The People That Time Forgot                                                      | Kevin Connor     | Patrick Wayne, Doug McClure                                                                 | Regatul Unit al Marii Britanii și al Irlandei de Nord · Statele Unite ale Americii |                            |
| Star Wars (Războiul stelelor - Episodul IV: O nouă speranță)                     | George Lucas     | Mark Hamill, Anthony Daniels, Carrie Fisher, Peter Cushing, Alec Guinness, James Earl Jones | Statele Unite ale Americii                                                         | [ 3 ]                      |
| Starship Invasions                                                               | Ed Hunt          | Robert Vaughn, Christopher Lee                                                              | Canada                                                                             |                            |
| Tomorrow I'll Wake Up and Scald Myself with Tea (Zítra vstanu a opařím se čajem) | Jindřich Polák   | Petr Kostka                                                                                 | Cehia                                                                              | Călătorie în timp, comedie |
| The War in Space                                                                 | Jun Fukuda       | Ryo Ikebe, Yuko Asano                                                                       | Japonia                                                                            |                            |
| Welcome to Blood City                                                            | Peter Sasdy      | Jack Palance, Keir Dullea, Samantha Eggar, Barry Morse                                      | ,                                                                                  | [ 4 ]                      |
| Wizards                                                                          | Ralph Bakshi     | Bob Holt, Jesse Welles, Richard Romanus, David Proval                                       | Statele Unite ale Americii                                                         | Film de animație           |
| Povestea dragostei                                                               | Ion Popescu-Gopo |                                                                                             |                                                                                    |                            |
|                                                                                  |                  |                                                                                             |                                                                                    |                            |

## Premii

### Premiul Hugo
Premiile Hugo decernate la Worldcon pentru cele mai bune lucrări apărute în anul precedent:
- Premiul Hugo pentru cel mai bun roman:[5] Unde, cândva, suave păsări cântătoare... de Kate Wilhelm
- Premiul Hugo pentru cea mai bună povestire:
- Premiul Hugo pentru cea mai bună prezentare dramatică:
- Premiul Hugo pentru cea mai bună revistă profesionistă:
- Premiul Hugo pentru cel mai bun fanzin:

### Premiul Nebula
Premiile Nebula acordate de Science Fiction and Fantasy Writers of America pentru cele mai bune lucrări apărute în anul precedent:
- Premiul Nebula pentru cel mai bun roman:[6]
- Premiul Nebula pentru cea mai bună nuvelă:
- Premiul Nebula pentru cea mai bună povestire:

### Premiul Saturn
Premiile Saturn sunt acordate de Academy of Science Fiction, Fantasy and Horror Films:
- Premiul Saturn pentru cel mai bun film științifico-fantastic: Războiul stelelor: O nouă speranță, regizat de George Lucas